# Славко Гавриловић
Славко Гавриловић (Сремске Лазе, 1. фебруар 1924 — Нови Сад, 15. септембар 2008) био је српски историчар, универзитетски професор и академик САНУ.

## Биографија
Основну школу завршио је у родном селу, а шест разреда гимназије у Винковцима. Седми разред гимназије завршио је у Сремским Карловцима школске 1941/42, а потом је прекинуо школовање и вратио се у родни крај.
Прикључио се Народноослободилачком покрету 1943. и у њему остао до 1945. када је наставио школовање и наредне 1946. матурирао у гимназији у Новом Саду. Исте године је уписао студије историје на Филозофском факултету у Београду. Дипломирао је 1951. године дипломским радом из Опште историје новог века.
Од септембра 1949. био је стално запослен у Средњој фискултурној школи у Земуну, а потом је од 1951. до 1953. био професор Учитељске школе у Призрену, када је положио и државни стручни испит у Београду. У септембру 1953. прешао је на дужност кустоса у Музеју Војводине у Новом Саду, да би 1955. био изабран за асистента на групи за историју Филозофског факултета у Новом Саду. Априла 1956. докторирао је са тезом „Аграрни покрет у Срему и Славонији почетком XIX века“ и исте године изабран за доцента на катедри за Историју народа Југославије новог века.
У наставничком звању као ванредни и редовни професор био је све до почетка 1988. када је прешао у Историјски институт Српске академије наука и уметности у Београду, задржавши се истовремено као предавач у скраћеном радном односу на Филозофском факултету у Новом Саду. У историјском институту је био научни саветник, а вршио је и функцију председника Научног већа све до пензионисања.

## Научне институције
За дописног члана САНУ изабран је у новембру 1978, а за редовног члана у децембру 1985. године. Приступну беседу Учешће Срба у друштвеном и политичком животу Хрватске и Славоније у првој половини 19. века одржао је 14. јуна 1986. године.
У Одељењу историјских наука САНУ руководио је одбором за историју српског народа од XVI до XVIII века, као и Одбором за историју Српске револуције 1803-1830. Неколико пута је био и на челу Сентандрејског одбора САНУ.
Био је стални члан Матице српске, члан њеног управног одбора. Био је први уредник Зборника Матице српске за историју и члан уређивачког одбора Српског биографског речника.

## Истраживања
Предмет истраживања академика Славка Гавриловића била је историја панонског и балканског простора у распону од XVI до XIX века, пре свега историја српског народа и његових непосредних суседа. Објавио је неколико десетина монографија, зборника архивске грађе као и стотине научних радова и прилога.

## Награде
Добитник је Октобарских награда Београда и Новог Сада и награде за животно дело Универзитета у Новом Саду.

## Лични живот
Син академика Славка Гавриловић, Владан Гавриловић, ванредни је професор на Националној историји новог века у Новом Саду.

## Дела
- Гавриловић, Славко (1960). Аграрни покрети у Срему и Славонији почетком XIX века. Београд: Научно дело.
- Гавриловић, Славко (1963). Срем у револуцији 1848-1849. Београд: Научно дело.
- Gavrilović, Slavko; Petrović, Nikola (1972). Temišvarski sabor 1790. Sremski Karlovci: Arhiv Vojvodine.
- Гавриловић, Славко (1974). Војводина и Србија у време Првог устанка. Нови Сад: Институт за изучавање историје Војводине.
- Гавриловић, Славко (1976). „Срби у Угарској и питање мађаризације у првој половини XIX века”. Историјски часопис. 23: 89—104.
- Гавриловић, Славко (1979). Срем од краја XVII до средине XVIII века. Нови Сад: Филозофски факултет.
- Гавриловић, Славко (1981). „Срби у Хабсбуршкој Монархији од краја XVIII до средине XIX века”. Историја српског народа. 5 (2). Београд: Српска књижевна задруга. стр. 5—106.
- Гавриловић, Славко (1986). „Срби у Угарској и Славонији од Карловачког мира до аустро-турског рата 1716-1718”. Историја српског народа. 4 (1). Београд: Српска књижевна задруга. стр. 55—61.
- Гавриловић, Славко (1986). „Срби у Хрватској од бечког рата до рата 1716-1718”. Историја српског народа. 4 (1). Београд: Српска књижевна задруга. стр. 62—77.
- Гавриловић, Славко (1986). „Срби у Угарској и Славонији од Пожаревачког мира до аустро-турског рата 1737-1739”. Историја српског народа. 4 (1). Београд: Српска књижевна задруга. стр. 163—175.
- Гавриловић, Славко (1986). „Срби у Хрватској од аустро-турског рата 1716-1718. до рата 1737-1739”. Историја српског народа. 4 (1). Београд: Српска књижевна задруга. стр. 176—191.
- Гавриловић, Славко (1986). „Срби у Угарској и Славонији од аустро-турског рата 1737-1739. до краја XVIII века”. Историја српског народа. 4 (1). Београд: Српска књижевна задруга. стр. 195—216.
- Гавриловић, Славко (1986). „Срби у Хрватској од Београдског мира до краја XVIII века”. Историја српског народа. 4 (1). Београд: Српска књижевна задруга. стр. 217—232.
- Гавриловић, Славко (1986). „Ка српској револуцији”. Историја српског народа. 4 (1). Београд: Српска књижевна задруга. стр. 351—431.
- Гавриловић, Славко (1986). Хајдучија у Срему у XVIII и почетком XIX века. Београд: САНУ.
- Гавриловић, Славко; Јакшић, Иван (1987). Извори о Србима у Угарској с краја XVII и почетком XVIII века. 1. Београд: САНУ.
- Гавриловић, Славко (1989). Грађа за историју Војне границе у XVIII веку. 1. Београд: САНУ.
- Гавриловић, Славко (1989). Јевреји у Срему у XVIII и првој половини XIX века. Београд: САНУ.
- Гавриловић, Славко (1990). Извори о Србима у Угарској с краја XVII и почетком XVIII века. 2. Београд: САНУ.
- Гавриловић, Славко (1991). „Српски национални програм патријарха Арсенија IV Јовановића Шакабенте из 1736/37. године”. Зборник Матице српске за историју. 44: 39—48.
- Гавриловић, Славко (1993). Из историје Срба у Хрватској, Славонији и Угарској (XV-XIX век). Београд: Филип Вишњић.
- Гавриловић, Славко (1994). Срби у Хабсбуршкој монархији (1792-1849). Нови Сад: Матица српска.
- Гавриловић, Славко (1995). Коморски Срем у другој половини XVIII века. Београд: САНУ.
- Гавриловић, Славко (1995). „О унијаћењу и покатоличавању Срба у Хрватској, Славонији и Угарској (XIII-XIX век)”. Зборник о Србима у Хрватској. 3: 7—44.
- Гавриловић, Славко (1996). „Унијаћење Срба у Хрватској, Славонији и Барањи (XVI-XVIII век)”. Српски народ ван граница данашње СР Југославије од краја XV века до 1914. године. Београд: Завод за уџбенике и наставна средства. стр. 37—47.
- Гавриловић, Славко (1996). „Проблем унијаћења и кроатизације Срба”. Република Српска Крајина. Топуско-Книн-Београд: Српско културно друштво Сава Мркаљ, Српско културно друштво Зора, Радничка штампа. стр. 111—126.
- Гавриловић, Славко (1996). Личности и догађаји из доба Првог српског устанка. Нови Сад: Матица српска.
- Гавриловић, Славко (1996). „Настојања патријарха Арсенија Чарнојевића око права на десетину и земљишни посед (1690-1706)”. Зборник Матице српске за историју. 53: 7—38.
- Гавриловић, Славко (1997). Грађа за историју Војне границе у XVIII веку. 2. Београд: САНУ.
- Гавриловић, Славко (2003). Извори о Србима у Угарској с краја XVII и почетком XVIII века. 3. Београд: САНУ.
- Гавриловић, Славко (2005). Извори о Србима у Угарској с краја XVII и почетком XVIII века. 4. Београд: САНУ.
- Гавриловић, Славко (2005). Извори о Србима у Угарској почетком XVIII века: Исписи, преписи и преводи из доба Ракоцијевог устанка (1703-1711). 5. Београд: САНУ.
- Гавриловић, Славко (2005). „Нове војне границе у Срему, Потисју и Поморишју као примарне области миграција у Руско царство у 18. веку” (PDF). Сеоба Срба у Руско царство половином 18. века: Зборник радова. Нови Сад: Српско-украјинско друштво; Архив Војводине; Музеј града Новог Сада. стр. 19—26.
- Гавриловић, Славко (2006). Студије из привредне и друштвене историје Војводине и Славоније од краја XVII до средине XIX века. 1. Нови Сад: Матица српска.
- Гавриловић, Славко (2006). Грађа за историју Војне границе у XVIII веку. 3. Београд: САНУ.
- Гавриловић, Славко (2006). „Исаија Ђаковић: архимандрит гргетешки, епископ јенопољски и митрополит крушедолски” (PDF). Зборник Матице српске за историју. 74: 7—35.
- Гавриловић, Славко (2008). Грађа за историју Војне границе у XVIII веку. 4. Београд: САНУ.
- Гавриловић, Славко (2009). Грађа за историју Војне границе у XVIII веку. 5. Београд: САНУ.
- Гавриловић, Славко (2009). Студије из привредне и друштвене историје Војводине и Славоније од краја XVII до средине XIX века. 2. Нови Сад: Матица српска.
- Гавриловић, Славко (2010). О Србима Хабзбуршке монархије. Београд: Српска књижевна задруга.
- Гавриловић, Славко (2011). Грађа за историју Војне границе у XVIII веку. 6. Београд: САНУ.